# Alfredo Bruniera
Alfredo Bruniera (* 30. September 1906 in San Pelagio, Provinz Triest, Italien; † 26. März 2000) war ein italienischer Geistlicher und Kurienerzbischof der römisch-katholischen Kirche.

## Leben
Alfredo Bruniera empfing am 9. Juli 1933 das Sakrament der Priesterweihe für das Bistum Treviso.
Am 12. Dezember 1954 ernannte ihn Papst Pius XII. zum Titularerzbischof von Claudiopolis in Honoriade und bestellte ihn zum Apostolischen Delegaten in der Republik Kongo. Der emeritierte Sekretär der Kongregation für die Evangelisierung der Völker, Celso Kardinal Costantini, spendete ihm am 2. Januar 1955 die Bischofsweihe; Mitkonsekratoren waren der Sekretär der Kongregation für die Evangelisierung der Völker, Kurienerzbischof Pietro Sigismondi, und der Bischof von Treviso, Antonio Mantiero. Am 25. April 1959 ernannte ihn Papst Johannes XXIII. zum Apostolischen Nuntius in Ecuador. Am 23. Oktober 1965 wurde Alfredo Bruniera Apostolischer Nuntius in Uruguay. Papst Paul VI. bestellte ihn am 23. April 1969 zum Apostolischen Nuntius im Libanon und am 7. Juli 1969 zudem zum Apostolischen Pro-Nuntius in Kuwait. Am 4. März 1975 trat Bruniera als Apostolischer Pro-Nuntius in Kuwait zurück. Papst Johannes Paul II. ernannte ihn am 6. November 1978 zum Vizepräsidenten des Päpstlichen Rates „Cor Unum“. 
Am 10. Dezember 1981 nahm Papst Johannes Paul II. das von Alfredo Bruniera aus Altersgründen vorgebrachte Rücktrittsgesuch an.
Bruniera nahm an der ersten, dritten und vierten Sitzungsperiode des Zweiten Vatikanischen Konzils teil.